# Termodynamikens andra huvudsats
Termodynamikens andra huvudsats innebär att ett isolerat systems entropi aldrig minskar; isolerade system tenderar att utvecklas mot termodynamisk jämvikt, ett tillstånd av maximal entropi.
Ingen process är möjlig vars enda resultat är att värme tas från en reservoar och helt omvandlas till arbete. En (tänkt) maskin som bryter mot denna naturlag kallas en perpetuum mobile av andra slaget.
Termodynamikens andra huvudsats kan uttryckas på många olika sätt. Den första formuleringen gavs av den franske vetenskapsmannen Sadi Carnot, som 1824 visade att det finns en övre gräns för verkningsgraden vid omvandling av värme till arbete i en värmemaskin. Till exempel har den andra huvudsatsen speciellt formulerats av Rudolf Clausius (1854), av Lord Kelvin (1851) och av Constantin Carathéodory (1909). Josiah Willard Gibbs var "den förste att tillämpa termodynamikens andra huvudsats på den uttömmande diskussionen av förhållandet mellan kemisk och elektrisk energi samt värmeenergi och förmåga att utföra arbete."

## Formulering med hjälp av exergi
Entropilagens utformning har historiska orsaker men kan omformuleras med exergitermer för att göra den mer tillgänglig.
För att något skall kunna öka måste något annat minska om summan av dem är konstant. Energin i ett isolerat system är enligt termodynamikens första huvudsats konstant och om entropin ökar där måste alltså något annat minska. Det som kännetecknar energi är dess arbetsförmåga – exergi – och det entropilagen beskriver är energins obevekliga degradering (kvalitetsförsämring) mot helt förbrukad exergi, det vill säga maximal entropi. När vi använder energi omvandlas den till andra former men vi förbrukar dess exergi – med andra ord ökar entropin.  En energiomvandling medför alltså alltid exergiförbrukning, det vill säga entropiökning. Energin finns hela tiden kvar (i enlighet med termodynamikens första huvudsats), även om all exergi är förbrukad. Entropilagens formulering att "ett isolerat systems entropi aldrig minskar" blir därför ekvivalent med att ett isolerat systems exergi aldrig ökar. Den kan ju då heller inte öka i ett öppet system (eller över huvud taget), varför termodynamikens andra huvudsats med annan terminologi och efter samma mönsterform som första huvudsatsen blir "exergi kan inte skapas, endast förbrukas". (källa: https://panspermia.org/seconlaw.htm)